# Don Lucio y el hermano Pío
Don Lucio y el hermano Pío es una película española de 1960 dirigida por José Antonio Nieves Conde.
Sorprendente comedia del siempre interesante José Antonio Nieves Conde, autor de Surcos. Como en otras ocasiones, denuncia en su cine los problemas de la España de la época. Esta vez critica la insolidaridad, a través de unos personajes muy bien perfilados, encarnados por los intérpretes más adecuados, la película es a la vez que emotiva y amable con un magnífico retrato costumbrista de los vecinos de la corrala en la que vive Lucio en compañía de su hermana y sobrina.

## Sinopsis
El limosnero de unas monjas que sostienen un orfanato, el hermano Pío, viaja a Madrid con una imagen del Niño Jesús. En el tren conoce a Lucio, un pícaro ladronzuelo dicharachero que le roba la imagen para poder cobrar de los donantes.

## Reparto
| Actor               | Personaje                          |
| ------------------- | ---------------------------------- |
| Tony Leblanc        | Lucio García / Falso Hermano Antón |
| José Isbert         | Hermano Pío                        |
| Montserrat Salvador | Mari                               |
| Tony Soler          | Remedios                           |
| José Calvo          | 'El Pecas'                         |
| José Morales        | Antolín                            |
| Pedro Porcel        | Sr. Rivera                         |
| Ana María Custodio  | Doña Lola                          |
| Gracita Morales     | Gracita                            |
| Alfredo Mayo        | Inspector Casinos                  |
| Fernando Rey        | Sr. Aguilar                        |
| Lidia San Clemente  | Sole, la niña                      |

## Localizaciones de rodaje
Don Lucio y el hermano Pío se rodó en diversos barrios de Madrid.